# The Five Seasons
Albums de Fairport Convention
Red & Gold
(1988) Jewel in the Crown
(1995)
The Five Seasons est le dix-huitième album studio du groupe de folk rock britannique Fairport Convention. Il est sorti en 1990 sur le label Rough Trade.

## Fiche technique

### Chansons
| 1. | Claudy Banks                                   | traditionnel                   | 5:53 |
| 2. | Cup of Tea! / A Loaf of Bread / Miss Monahan's | Maartin Allcock / traditionnel | 3:16 |
| 3. | All Your Beauty                                | Barry Lowe, Martin White       | 2:55 |
| 4. | Sock It In                                     | Dave Whetstone                 | 5:29 |
| 5. | Gold                                           | Peter Blegvad                  | 5:06 |

| 6. | Ginnie                                                                              | Huw Williams                                     | 4:10 |
| 7. | Mock Morris '90 (comprend The Green Man, The Cropredy Badger et Molly on the Jetty) | Ric Sanders (en)                                 | 4:53 |
| 8. | The Card Song / Shuffle the Pack                                                    | Maartin Allcock, Dave Mattacks, Simon Nicol (en) | 4:26 |
| 9. | The Wounded Whale                                                                   | Archie Fisher (en) / traditionnel                | 6:43 |

La réédition de The Five Seasons parue en 1995 inclut un titre bonus enregistré en 1994 au festival de Cropredy (en).
| 10. | Caught a Whisper | Dave Whetstone | 6:43 |

### Musiciens
- Maartin Allcock : chant, guitare acoustique, guitare à douze cordes, guitare électrique, mandoline, banjo, contrebasse, accordéon, piano, synthétiseur, bodhrán, chœurs
- Dave Mattacks : batterie, percussions, orgue, clavinet, synthétiseur, piano électrique
- Simon Nicol (en) : chant, guitare acoustique, guitare à 12 cordes
- Dave Pegg : chant, basse, contrebasse, basse fretless, mandoline, mandole, chœurs
- Ric Sanders (en) : violon

### Équipe de production
- Simon Nicol (en) : producteur, mixage
- Tim Matyear : ingénieur du son
- Barry Hammond, Dave Mattacks : mixage
- Paul Harris : pochette
- Paul Ostrer : photographie